# Donnington Brewery

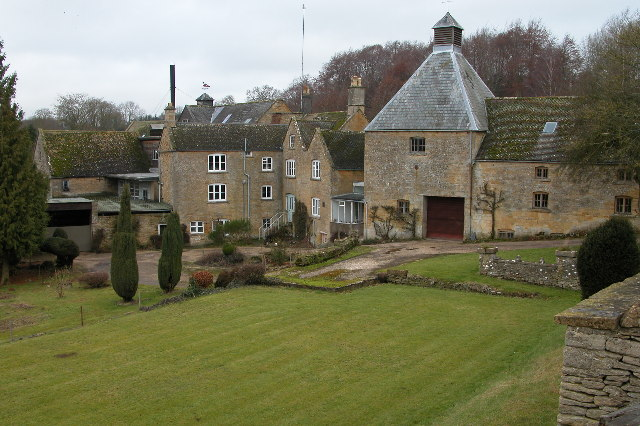
Donnington Brewery (2006).

Donnington Brewery, bryggeri i Cheltenham, Gloucestershire, Storbritannien. Bryggeriet producerar real ale och invigdes 1865.
Exempel på varumärken är BB, SBA och XXX.